# روشینیو
روشینیو (به ایتالیایی: Roscigno) یک کومونه در ایتالیا است که در استان سالرنو واقع شده‌است. روشینیو ۱۵٫۱۸ کیلومتر مربع مساحت و ۷۹۶ نفر جمعیت دارد و ۵۷۰ متر بالاتر از سطح دریا واقع شده‌است.